# Леслі Грейс
Леслі Грейс (англ. Leslie Grace, нар. 7 січня 1995, Бронкс, США) — американська поп-співачка та акторка.

## Біографія
Національність — латиноамериканка.

## Фільмографія
- На висотах Нью-Йорка (2021)

## Дискографія

### Студійні альбоми
- Pasión (2009)[5]
- Leslie Grace (2013)

### Мініальбоми
- Lloviendo Estrellas (2015)

### Сингли
Як головна виконавиця
| Назва                                                                            | Рік  | Пікові позиції у чартах | Пікові позиції у чартах | Пікові позиції у чартах | Пікові позиції у чартах | Пікові позиції у чартах | Пікові позиції у чартах | Пікові позиції у чартах | Пікові позиції у чартах | Пікові позиції у чартах | Пікові позиції у чартах | Сертифікації                                                               | Альбом               |
| Назва                                                                            | Рік  | US Latin                | US Latin Airplay        | US Latin Pop            | US Trop.                | ARG                     | CHI                     | ECU                     | ES                      | SPA                     | VEN                     | Сертифікації                                                               | Альбом               |
| -------------------------------------------------------------------------------- | ---- | ----------------------- | ----------------------- | ----------------------- | ----------------------- | ----------------------- | ----------------------- | ----------------------- | ----------------------- | ----------------------- | ----------------------- | -------------------------------------------------------------------------- | -------------------- |
| «Will You Still Love Me Tomorrow»                                                | 2012 | 3                       | 1                       | 3                       | 1                       | —                       | —                       | —                       | —                       | —                       | —                       |                                                                            | Leslie Grace         |
| «Day 1»                                                                          | 2012 | 21                      | 23                      | 12                      | 1                       | —                       | —                       | —                       | —                       | —                       | —                       |                                                                            | Leslie Grace         |
| «Be My Baby»                                                                     | 2013 | 8                       | 2                       | 6                       | 6                       | —                       | —                       | —                       | —                       | —                       | —                       |                                                                            | Leslie Grace         |
| «Odio No Odiarte»                                                                | 2014 | —                       | —                       | —                       | 9                       | —                       | —                       | —                       | —                       | —                       | —                       |                                                                            | Leslie Grace         |
| «Nadie Como Tú»                                                                  | 2014 | —                       | —                       | —                       | 11                      | —                       | —                       | —                       | —                       | —                       | —                       |                                                                            | Сингли поза альбомом |
| «Cómo Duele el Silencio»                                                         | 2015 | —                       | —                       | 29                      | 1                       | —                       | —                       | —                       | —                       | —                       | —                       |                                                                            | Lloviendo Estrellas  |
| «Aire» (featuring Maluma)                                                        | 2016 | —                       | —                       | 25                      | 10                      | —                       | —                       | —                       | —                       | —                       | —                       |                                                                            | Сингли поза альбомом |
| «Nada de Amor»                                                                   | 2016 | —                       | —                       | —                       | —                       | —                       | —                       | —                       | —                       | —                       | —                       |                                                                            | Сингли поза альбомом |
| «Díganle» (with Becky G or CNCO)                                                 | 2017 | 36                      | —                       | 30                      | —                       | 34                      | —                       | 53                      | —                       | —                       | 39                      | - RIAA: 2× Platinum (Latin) - AMPROFON: Gold                               | Сингли поза альбомом |
| «Dulce» (with Wisin)                                                             | 2017 | —                       | —                       | —                       | —                       | —                       | —                       | —                       | —                       | —                       | —                       |                                                                            | Сингли поза альбомом |
| «Duro y Suave» (with Noriel)                                                     | 2018 | 49                      | 36                      | 28                      | —                       | 31                      | 2                       | 8                       | 12                      | 7                       | —                       | - RIAA: 4× Platinum (Latin) - AMPROFON: Platinum - PROMUSICAE: 3× Platinum | Сингли поза альбомом |
| «Fuego» (with MYA)                                                               | 2018 | —                       | —                       | —                       | —                       | 90                      | —                       | —                       | —                       | —                       | —                       |                                                                            | Hoy                  |
| «De Lunes a Jueves» (with Farina)                                                | 2018 | —                       | —                       | —                       | —                       | —                       | —                       | —                       | —                       | —                       | —                       |                                                                            | Сингли поза альбомом |
| «Still New York» (with MAX featuring Joey Badass)                                | 2018 | —                       | —                       | —                       | —                       | —                       | —                       | —                       | —                       | —                       | —                       |                                                                            | Сингли поза альбомом |
| «Sola» (featuring Justin Quiles and Play-N-Skillz)                               | 2019 | —                       | —                       | —                       | —                       | —                       | —                       | —                       | —                       | —                       | —                       |                                                                            | Сингли поза альбомом |
| «Qué Será» (with Abraham Mateo)                                                  | 2019 | —                       | —                       | —                       | —                       | —                       | —                       | —                       | —                       | —                       | —                       |                                                                            | Сингли поза альбомом |
| «Bachatica»                                                                      | 2021 | —                       | —                       | —                       | 10                      | —                       | —                       | —                       | —                       | —                       | —                       |                                                                            | Сингли поза альбомом |
| «Un Buen Día»                                                                    | 2022 | —                       | —                       | —                       | —                       | —                       | —                       | —                       | —                       | —                       | —                       |                                                                            | Сингли поза альбомом |
| «Como La Primera Vez» (with Boza)                                                | 2022 | —                       | —                       | —                       | —                       | —                       | —                       | —                       | —                       | —                       | —                       |                                                                            | Сингли поза альбомом |
| «—» релізи, що не потрапили у чарти або не були випущені у відповідних регіонах. |      |                         |                         |                         |                         |                         |                         |                         |                         |                         |                         |                                                                            |                      |

Як запрошена виконавиця
| «Si Una Vez (If I Once)» (Play-N-Skillz featuring Frankie J, Wisin and Leslie Grace) | 2016 | 22 | 34 | 15 | —  | —  | —  | - RIAA: 4× Platinum (Latin)                                                                                    | Сингл без альбому             |
| «Mi Mala (Remix)» (Mau y Ricky and Karol G featuring Lali, Becky G and Leslie Grace) | 2018 | 38 | 33 | 21 | 10 | 68 | 57 | - AMPROFON: Platinum+Gold - CAPIF: Gold - IFPI PER: 4× Platinum - PROMUSICAE: Gold - RIAA: 3× Platinum (Latin) | Para Aventuras y Curiosidades |
| «Lo Siento» (Super Junior featuring Leslie Grace and Play-N-Skillz)                  | 2018 | —  | —  | —  | —  | —  | —  | | Replay                        |
| «Conga» (Remix) (Meek Mill featuring Leslie Grace and Boi-1da)                       | 2021 | —  | —  | —  | —  | —  | —  | | Промо-сингл Bacardi           |
| «—» релізи, що не потрапили у чарти або не були випущені у відповідних регіонах.     |      |    |    |    |    |    |    | |                               |